# 岩生薹草
岩生薹草（学名：Carex saxicola）为莎草科薹草属的植物，是中国的特有植物。分布于中国大陆的海南等地，生长于海拔900米至1,100米的地区，多生长于山谷密林下、阴湿处和岩石隙中，目前尚未由人工引种栽培。